# Congiarium

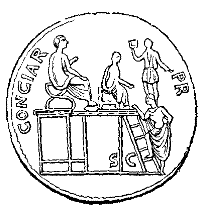
Scena congiarium na sestercjuszu Nerwy

Congiarium (łac. l. mn. congiārĭa) – okolicznościowa darowizna rozdzielana wśród ludu w starożytnym Rzymie.
Nazwa pochodzi od stosowanej przez Rzymian miary objętości congius – 3,283 litra. Pierwotnie był to dar władzy w postaci zwyczajowej miary zboża, oliwy lub wina na osobę. Później uproszczono go traktując jako przydział określonej sumy pieniężnej. 
Rozdawnictwo wśród obywateli odbywało się tak jak w scenach utrwalonych na monetach wybijanych na tę okazję:  na wysokim podium zasiadał cesarz, któremu towarzyszył szafarz, odbiorca wspinał się na podwyższenie i odbierał swój przydział. Także na łuku Konstantyna zachował się relief przedstawiający podobne rozdawnictwo pieniądza przez władcę.
Żołnierzom rozdawano donativa ("donacje"), potocznie też jednak określane jako congiaria, jak wynika to z tekstu Cycerona (Do Attyka 16,3). Jako praktyka niezwykle popularna wśród plebsu, congiarium miało ścisłe powiązanie z pojęciem munificentia oraz z Liberalitas jako cnotą i uosobieniem cesarskiej szczodrości, hojności – również szeroko propagowanej na monetach. 

## W historii Rzymu
Congiaria praktykowane były w czasach republiki i wcześniej. Według Liwiusza rozdawał je (w postaci przydziału soli) już król Ankus Marcjusz. W naturze rozdzielali je także edylowie republikańscy (np. Scypion Afrykański w 213 r. p.n.e.) czy Lukullus. 
Na dobre weszły w zwyczaj w epoce cesarstwa, kiedy z reguły wiązały się z uroczystymi momentami w życiu panujących, jak np. objęcie władzy, dokonanie adopcji, otrzymanie przydomku, święto rodzinne. Np. August z okazji kolejnego konsulatu i trybunatu rozdał po 60 denarów każdemu z 320 tysięcy obywateli. Wiadomo, że rozdzielał je też Tyberiusz i Kaligula (po 300 sesterców na osobę). O rozdawnictwie za Nerona (pro aeternitate imperii podczas igrzysk) wspomina Swetoniusz; podobno zdarzyło się ono trzykrotnie. Dokonano go nawet podczas krótkiego panowania Nerwy, rozdając po 75 denarów, tj. 300 sesterców na obywatela. 
Darowizny te były charakterystyczne zwłaszcza dla dostatniego okresu Antoninów. Do szczególnej przesady doszły już za Trajana, przeznaczającego od 75 do 650 denarów na osobę, co miał uczynić trzykrotnie. Hadrian po ogłoszeniu cesarzem wydał po 3 aureusy, a następnie po 6 po swym przybyciu do Rzymu; odnotowana w źródle darowizna Kommodusa wynosić miała aż 725 denarów na głowę.  W czasach Sewerów odnotowuje się powolny zanik tych aktów dobrowolnej szczodrobliwości cesarza, jednakże nawet w kryzysowym III wieku czynili to jeszcze m.in. Makrynus, Maksymin Trak, Galien (szczególnie), a nawet Klaudiusz Gocki.